# Mario Martone

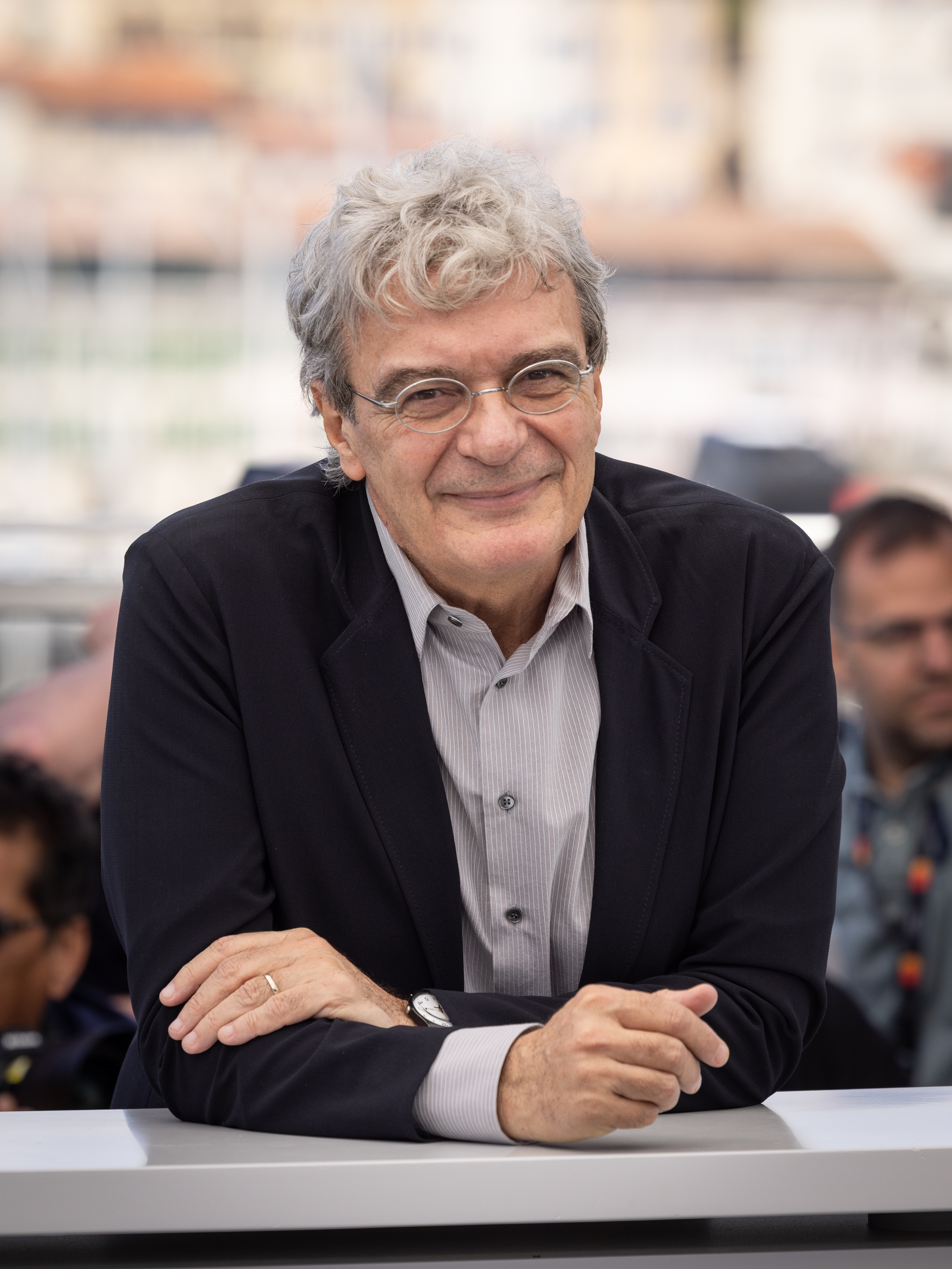
Mario Martone bei den Filmfestspielen von Cannes 2025

Mario Martone (* 20. November 1959 in Neapel) ist ein italienischer Film- und Theaterregisseur sowie Drehbuchautor.

## Leben
Martone gründete bereits mit 18 Jahren die Theatergruppe „Nobili di Rosa“, aus der 1979 „Falso Movimento“ wurde, mit der er zahlreiche Stücke aufführte. Ab 1980 experimentierte er mit Videos, vier Jahre später legte er sein Kurzfilmdebüt Nella città barocca vor. Sein Langfilmerstling Morte di un matematico napoletano über Renato Caccioppoli war ein Erfolg, den er als einer der bemerkenswertesten Regisseure seiner Generation bestätigen sollte. Sein nächster Film – L’amore molesto – lief 1995 beim Filmfestspielen in Cannes und wurde mit einem David di Donatello ausgezeichnet. 1998 war Teatro di guerra ebenfalls in Cannes zu sehen.
Immer wieder beschäftigte sich Martone zwischen seinen Spielfilmen mit Dokumentarprojekten und Theateraufführungen und er veröffentlichte Bücher. Von 1999 bis 2001 leitete er das Teatro Argentina in Rom.
2004 verfilmte er den Roman L’odore di sangue von Goffredo Parise und sechs Jahre später den unter anderem mit zwei Davide und einem Silbernen Band ausgezeichneten Film Die Fahne der Freiheit. Insgesamt erhielten Martones Filme bislang 18 Auszeichnungen.
2014 wurde unter seiner Regie beim Rossini Opera Festival Aureliano in Palmira aufgeführt, 2015 erhielt das Festival für die Wiederentdeckung des Oper den International Opera Award.
Im Jahr 2022 wurde er für sein Drama Nostalgia zum zweiten Mal in den Wettbewerb des Filmfestivals von Cannes eingeladen. Eine erneute Einladung nach Cannes erhielt er drei Jahre später für Fuori (2025).

## Filmografie (Auswahl)
- 1992: Morte di un matematico napoletano
- 1995: L’amore molesto
- 1998: Teatro di guerra
- 2004: L’odore del sangue
- 2010: Die Fahne der Freiheit (Noi credevamo)
- 2011: Operette morali (Dokumentarfilm)
- 2011: La meditazione di Hayez (Kurzfilm)
- 2014: Il giovane favoloso
- 2015: Pastorale cilentana
- 2018: Capri-Revolution
- 2019: Il sindaco del Rione Sanità
- 2021: Qui rido io
- 2022: Nostalgia

## Auszeichnungen
Internationale Filmfestspiele von Cannes
- 1995: Nominierung für die Goldene Palme (L’amore molesto)
- 2022: Nominierung für die Goldene Palme (Nostalgia)
- 2025: Nominierung für die Goldene Palme (Fuori)